# SC Bastia
SC Bastia je nogometni klub iz Bastie, Francuska. Klub je osnovan 1905. godine. Klub trenutačno igra u Ligue 2. Utakmice igraju na stadionu Armande Cesari. SC Bastia je jedan od tri najuspješnija korzikanska nogometna kluba (uz Ajaccio i Gazélec Ajaccio). Najveći uspjesi kluba su finale Kupa UEFA u sezoni 1977./78. i francuski kup iz 1981. godine.

## Klupski uspjesi
Francuski kup
- Pobjednik (1): 1980./81.

Kup UEFA:
- Finalist (1): 1977./78.

## Poznati igrači
- Dragan Džajić
- Claude Papi
- Roger Milla
- Johnny Rep
- Michael Essien
- Antar Yahia
- Alexandre Song
- Alphonse Areola
- Sébastien Squillaci
- Florian Thauvin

## Vanjske poveznice
- Službene stranice